# Габор, Пал
Пал Га́бор (венг. Gábor Pál; 2 ноября 1932, Будапешт, Венгрия — 21 октября 1987, Рим, Лацио, Италия) — венгерский кинорежиссёр, сценарист и педагог.

## Биография
В 1955 году окончил Будапештский университет, а в 1961 году — Академию театра и кино в Будапеште. В 1961—1968 годах ассистент режиссёров Золтана Фабри, Марты Месарош, Ференца Коши. Один из основателей Студии имени Балажа, где поставил несколько фильмов. С 1971 года преподавал в Высшей школе театра и кино.
Член жюри 43-го Венецианского кинофестиваля и 29-го Берлинского международного кинофестиваля.
С 1966 года был женат на актрисе Эве Сабо.

## Избранная фильмография

### Режиссёр
- 1962 — Прометей / Prometheus
- 1963 — Золотой век / Aranykor
- 1963 — Прибытие / A megérkezés
- 1969 — Запретная зона / Tiltott terület
- 1969 — Визит / A látogatás
- 1971 — Горизонт / Horizont
- 1971 — Технические работники / Müszakiak (ТВ)
- 1972 — Поездка с Якобом / Utazás Jakabbal
- 1973 — Имре Шоош / Soós Imre
- 1974 — Кишкунхалом / Kiskunhalom (ТВ)
- 1976 — Эпидемия / A járvány
- 1977 — Мошки в лифте / Muslincák a liftben (ТВ)
- 1978 — Вера Анги / Angi Vera
- 1981 — Трещина в потолке / Kettévált mennyezet
- 1983 — Долгий галоп / Hosszú vágta
- 1986 — Невеста была прекрасна / La sposa era bellissima

### Сценарист
- 1969 — Запретная зона / Tiltott terület
- 1971 — Горизонт / Horizont
- 1972 — Поездка с Якобом / Utazás Jakabbal
- 1976 — Эпидемия / A járvány
- 1978 — Вера Анги / Angi Vera
- 1983 — Долгий галоп / Hosszú vágta (по собственному рассказу)
- 1986 — Невеста была прекрасна / La sposa era bellissima

## Награды
- 1969 — премия 30-го Венецианского кинофестиваля («Запретная зона»)
- 1972 — Премия имени Белы Балажа
- 1979 — приз ФИПРЕССИ в параллельных секциях 32-го Каннского кинофестиваля («Вера Анги»)
- 1979 — приз Серебряная раковина лучшему режиссёру кинофестиваля в Сан-Себастьяне («Вера Анги»)
- 1979 — премия Международной Католической организации в области кино (OCIC) кинофестиваля в Сан-Себастьяне («Вера Анги»)
- 1980 — Заслуженный артист ВНР
- 1981 — номинация на премию «Давид ди Донателло» лучшему иностранному режиссёру («Вера Анги»)
- 1981 — номинация на премию «Давид ди Донателло» за лучший сценарий иностранного фильма («Вера Анги»)